# Yoshie Ueno
Yoshie Ueno –en japonés, 上野 順恵– (Asahikawa, 1 de julio de 1983) es una deportista japonesa que compitió en judo. Su hermana mayor Masae también es judoka.
Participó en los Juegos Olímpicos de Londres 2012, obteniendo una medalla de bronce en la categoría de –63 kg. En los Juegos Asiáticos de 2010 consiguió una medalla de oro.
Ganó tres medallas en el Campeonato Mundial de Judo entre los años 2009 y 2011, y cinco medallas en el Campeonato Asiático de Judo entre los años 2003 y 2012.

## Palmarés internacional
| Juegos Olímpicos    | Juegos Olímpicos        | Juegos Olímpicos  | Juegos Olímpicos |
| Año                 | Lugar                   | Medalla           | Categoría        |
| ------------------- | ----------------------- | ----------------- | ---------------- |
| 2012                | Londres (Reino Unido)   | Medalla de bronce | –63 kg           |
| Campeonato Mundial  |                         |                   |                  |
| Año                 | Lugar                   | Medalla           | Categoría        |
| 2009                | Róterdam (Países Bajos) | Medalla de oro    | –63 kg           |
| 2010                | Tokio (Japón)           | Medalla de oro    | –63 kg           |
| 2011                | París (Francia)         | Medalla de plata  | –63 kg           |
| Juegos Asiáticos    |                         |                   |                  |
| Año                 | Lugar                   | Medalla           | Categoría        |
| 2010                | Cantón (China)          | Medalla de oro    | –63 kg           |
| Campeonato Asiático |                         |                   |                  |
| Año                 | Lugar                   | Medalla           | Categoría        |
| 2003                | Jeju (Corea del Sur)    | Medalla de oro    | –63 kg           |
| 2005                | Taskent (Uzbekistán)    | Medalla de oro    | –63 kg           |
| 2007                | Kuwait (Kuwait)         | Medalla de oro    | –63 kg           |
| 2011                | Abu Dabi (EAU)          | Medalla de bronce | –63 kg           |
| 2012                | Taskent (Uzbekistán)    | Medalla de oro    | –63 kg           |